# Liste der Stolpersteine in Nabburg

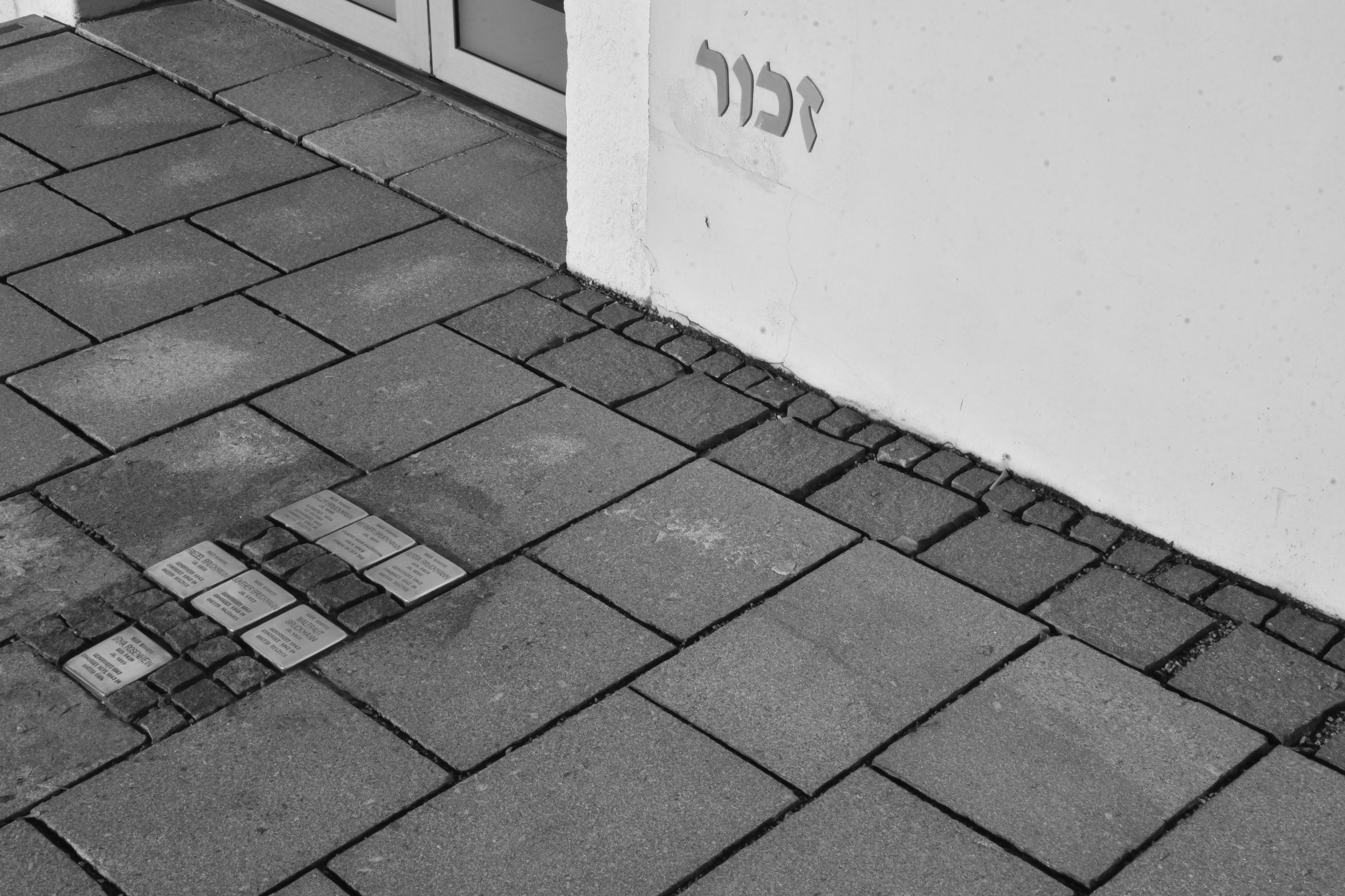
Die in Nabburg verlegten Stolpersteine

Die Liste der Stolpersteine in Nabburg enthält die Stolpersteine, die im Rahmen des gleichnamigen Kunstprojekts von Gunter Demnig in Nabburg verlegt wurden. Mit ihnen soll Opfern des Nationalsozialismus gedacht werden, die in Nabburg lebten und wirkten.
Die Stolpersteine von Nabburg wurden am 12. Juni 2007 verlegt.

## Stolpersteine in Nabburg
| Stolperstein | Inschrift | Standort          | Name, Leben        |
| ------------ | --- | ----------------- | ------------------ |
|              | HIER WOHNTE FRIEDEL BRUCKMANN JG. 1925 DEPORTIERT 1942 ERMORDET 1942 IM GHETTO BELZYCE                        | Unterer Markt 3 · | Friedel Bruckmann  |
|              | HIER WOHNTE GERTA BRUCKMANN GEB. BAUM JG. 1892 DEPORTIERT 1942 ERMORDET 1942 IM GHETTO BELZYCE                | Unterer Markt 3 · | Gerta Bruckmann    |
|              | HIER WOHNTE GÜNTHER BRUCKMANN JG. 1927 DEPORTIERT 1942 ERMORDET 1943 IM GHETTO MAJDANEK                       | Unterer Markt 3 · | Günther Bruckmann  |
|              | HIER WOHNTE SALLY BRUCKMANN JG. 1890 VERHAFTET 1938 KZ DACHAU DEPORTIERT 1942 ERMORDET 1942 IM GHETTO BELZYCE | Unterer Markt 3 · | Sally Bruckmann    |
|              | HIER WOHNTE WALTRAUT BRUCKMANN JG. 1930 DEPORTIERT 1942 ERMORDET 1942 IM GHETTO BELZYCE                       | Unterer Markt 3 · | Waltraut Bruckmann |
|              | HIER WOHNTE WERNER BRUCKMANN JG. 1920 FLUCHT 1936 PALÄSTINA NACH 1945 FLUCHT IN DEN TOD                       | Unterer Markt 3 · | Werner Bruckmann   |
|              | HIER WOHNTE IRMA ROSENHEIN GEB. BAUM JG. 1895 DEPORTIERT 1942 ERMORDET SEPT. 1943 IM GHETTO RIGA              | Unterer Markt 3 · | Irma Rosenhein     |

## Verlegedatum
- 12. Juni 2007